# Close To Fantasy
Close To Fantasy（クロース トゥ ファンタジー）は、JYONGRIの1枚目のオリジナルアルバムである。

## 収録曲
全作詞･作曲: JYONGRI
1. Getting Funky!
  - 編曲: 森俊之
2. Possession
  - 編曲: Jeeve/本田優一郎

1stシングル。
3. Hop, Step, Jump!
  - 編曲: 鳥山雄司

2ndシングル。
4. ICHIZU
  - 編曲: 村山晋一郎/本田優一郎
5. Stay
  - 編曲: 本田優一郎
6. Let Me In
  - 編曲: Jeeve
7. My All For You
  - 編曲: 村山晋一郎/本田優一郎

1stシングルの収録曲。
8. Romeo & Juliet
  - 編曲: 本田優一郎

2ndシングルの収録曲。
9. ～約束～
  - 編曲: 鳥山雄司

この曲で、2007年の日本レコード大賞 新人賞を受賞した。
10. Lost Girl
  - 編曲: Jeeve
11. Wherever
  - 編曲: 村山晋一郎